# História dos livros

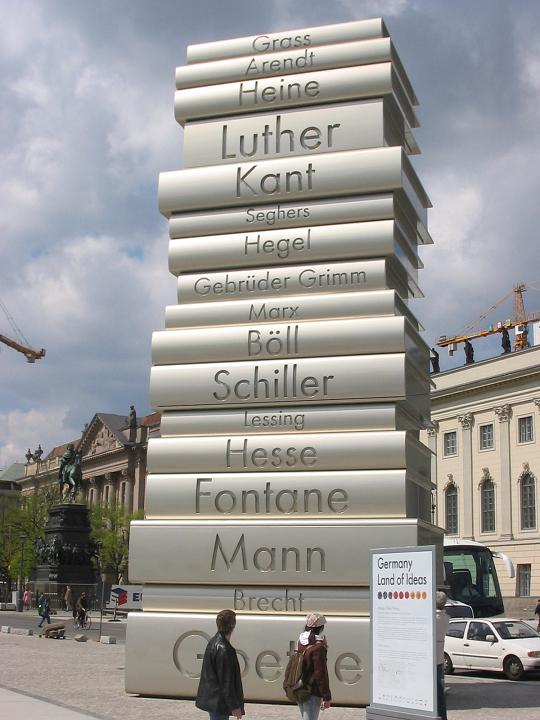
Escultura de doze metros de altura (40 pés) em forma de pilha de livros no Percurso das Ideias de Berlim, comemorando a invenção da impressão moderna de livros

A história dos livros tornou-se uma disciplina acadêmica reconhecida na década de 1980. Contribuintes para a disciplina incluem especialistas das áreas de erudição textual, codicologia, bibliografia, filologia, paleografia, história da arte, história social e história cultural. Seu objetivo principal é demonstrar que o livro como objeto, e não apenas o texto contido nele, é um canal de interação entre leitores e palavras.
Antes da evolução da imprensa, que ficou famosa pela Bíblia de Gutenberg, cada texto era um artigo valioso e artesanal, personalizado através dos recursos de design incorporados pelo escriba, proprietário, encadernador e ilustrador. A análise de cada parte componente do livro revela seu propósito, onde e como foi guardado, quem o leu, crenças ideológicas e religiosas da época e se os leitores interagiam com o texto contido. Mesmo a falta de evidências dessa natureza deixa pistas valiosas sobre a natureza desse livro em particular.

## Origens
A história do livro tornou-se uma disciplina acadêmica reconhecida na segunda metade do século XX. Foi promovido por Prints and Visual Communication (1953) de William M. Ivins, Jr., e L'apparition du livre (A Vinda do livro: O Impacto da Impressão, 1450–1800), de Lucien Febvre, em 1958, bem como Gutenberg Galaxy: The Making of Typographic Man (1962), de Marshall McLuhan. Outro notável pioneiro na história do livro é Robert Darnton.

## Tabuletas de argila

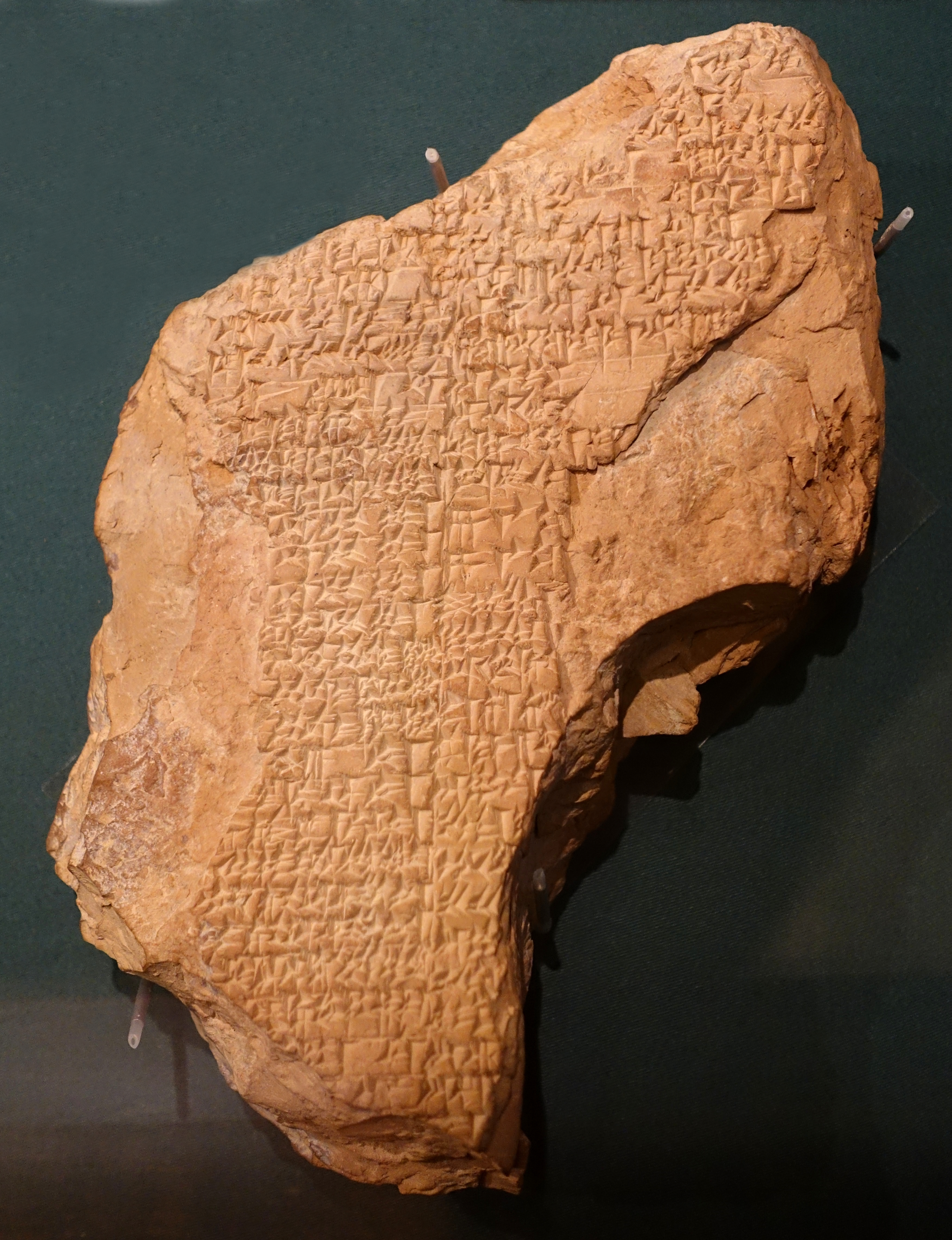
Uma tabuleta de argila suméria, atualmente alojada no Museu Oriental da Universidade de Chicago, inscrita com o texto do poema Inana e Ebi pela sacerdotisa Enheduana, a primeira autora cujo nome é conhecido

Tabuletas de argila foram usadas na Mesopotâmia no 3.º milênio a.C. O cálamo, instrumento de ponta triangular, era usado para inscrever caracteres em argila úmida. O fogo foi usado para secar as tabuletas. Em Nínive, mais de vinte mil tabuletas foram encontradas, datando do século VII a.C.; este era o arquivo e biblioteca dos reis da Assíria, que dispunham de oficinas de copistas e conservacionistas. Isso pressupõe um grau de organização dos livros, consideração dada à conservação, classificação, etc. Essas tabuletas continuaram a ser usadas até o século XIX em várias partes do mundo, incluindo Alemanha, Chile, Filipinas e deserto do Saara.

### Escrita cuneiforme e suméria
A escrita originou-se como uma forma de registro na Suméria durante o 4.º milênio a.C. com o advento da escrita cuneiforme. Foram encontradas muitas tabuletas de argila que mostram escrita cuneiforme usada para registrar contratos legais, criar listas de bens e, eventualmente, registrar literatura e mitos sumérios. Arqueólogos encontraram escolas de escribas desde o 2.º milênio a.C., onde os alunos aprendiam a arte da escrita. Desenvolvida no que é hoje o Iraque, a escrita "cuneiforme" foi mais tarde nomeada em homenagem à palavra latina cuneus, que significa em forma de cunha. Os escribas costumavam escrever cuneiformes em argila, mas às vezes usavam materiais preciosos, como ouro. O cuneiforme foi escrito em diferentes idiomas, como sumério, acadiano e grego, por mais de três mil anos, terminando apenas quando o Império Sassânida conquistou a Babilônia e forçou os escribas a parar de escrever. Algumas das tabuletas cuneiformes sobreviventes foram escritas por estudantes escribas.

## Papiro

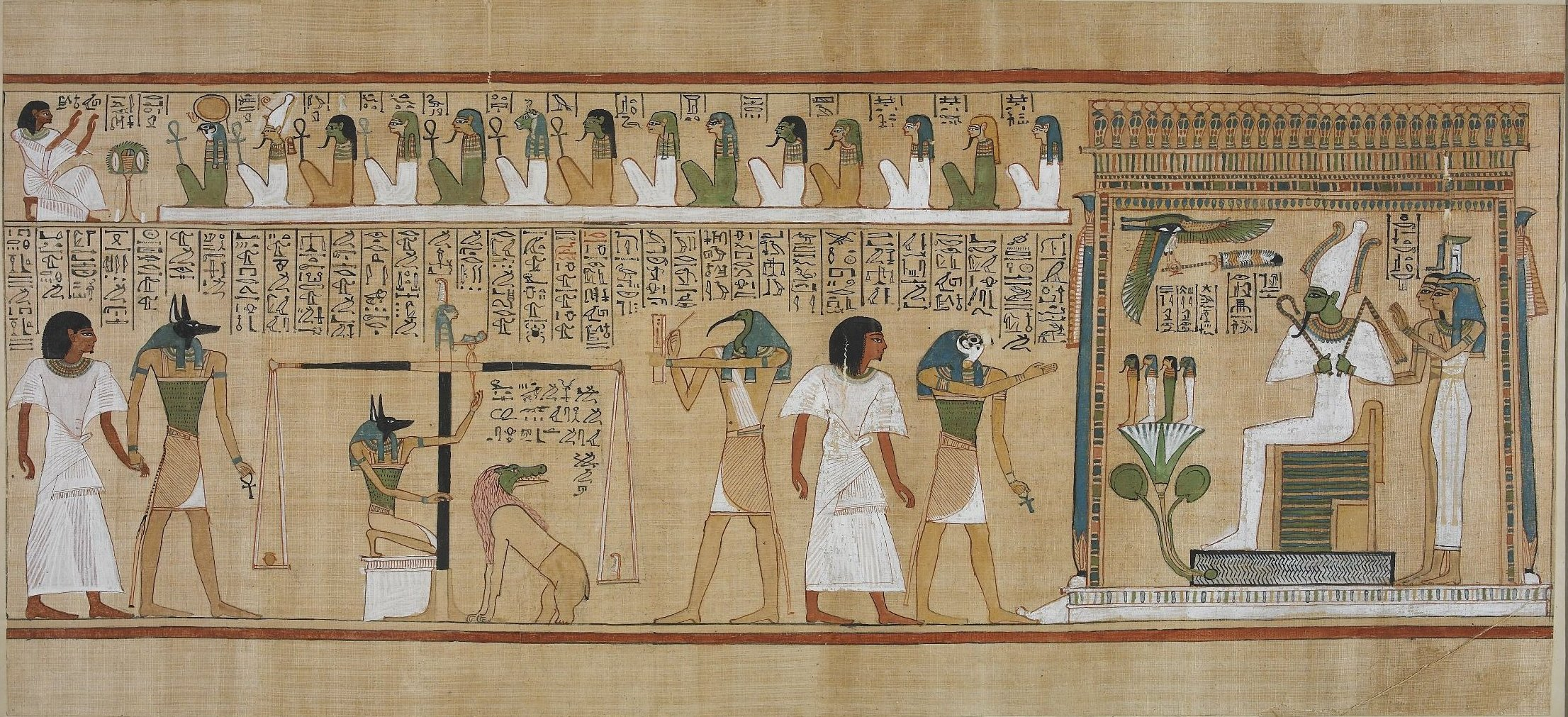
O Livro dos Mortos de Hunefer, c. 1275 a.C., tinta e pigmentos em papiro, no Museu Britânico (Londres)

Após a extração da medula dos caules do junco de papiro, uma série de etapas (umidificação, prensagem, secagem, colagem e corte) produzia meios de qualidade variável, sendo os melhores utilizados para a escrita sacra. No Egito Antigo, o papiro era usado como meio para escrever superfícies, talvez já na Primeira Dinastia, mas a primeira evidência vem dos livros de contas do rei Neferircaré da Quinta Dinastia (cerca de 2400 a.C.). Um cálamo, o caule de um junco afiado em ponta, ou penas de pássaros eram usados para escrever. A escrita dos escribas egípcios era chamada de escrita hierática ou sacerdotal; não é hieroglífico, mas uma forma simplificada mais adaptada à escrita manuscrita (os hieróglifos geralmente são gravados ou pintados). Os egípcios exportaram papiro para outras civilizações mediterrâneas, incluindo Grécia e Roma, onde foi usado até o desenvolvimento do pergaminho.
Os livros de papiro tinham a forma de um rolo de várias folhas coladas, com um comprimento total de dez metros ou mais. Alguns livros, como a história do reinado de Ramessés III, tinham mais de quarenta metros de comprimento. Livros desenrolados horizontalmente; o texto ocupava um lado e era dividido em colunas. O título era indicado por uma etiqueta afixada ao cilindro que continha o livro. Muitos textos em papiro vêm de túmulos, onde orações e textos sagrados foram depositados (como o Livro dos Mortos, do início do 2.º milênio a.C.).
O papiro era um substrato comum para ser usado como documentos notariais, registros fiscais, contratos legais, etc. Os pergaminhos eram normalmente mantidos na vertical para serem lidos e o texto era escrito em longas colunas. Os textos literários, por outro lado, eram tradicionalmente transcritos na forma de códice. Após a segunda metade do século X  d.C., restos de papiro no Egito eram frequentemente usados por encadernadores para fazer capas de livros, já que o papel havia substituído o papiro como substrato dominante para livros.

## Leste Asiático

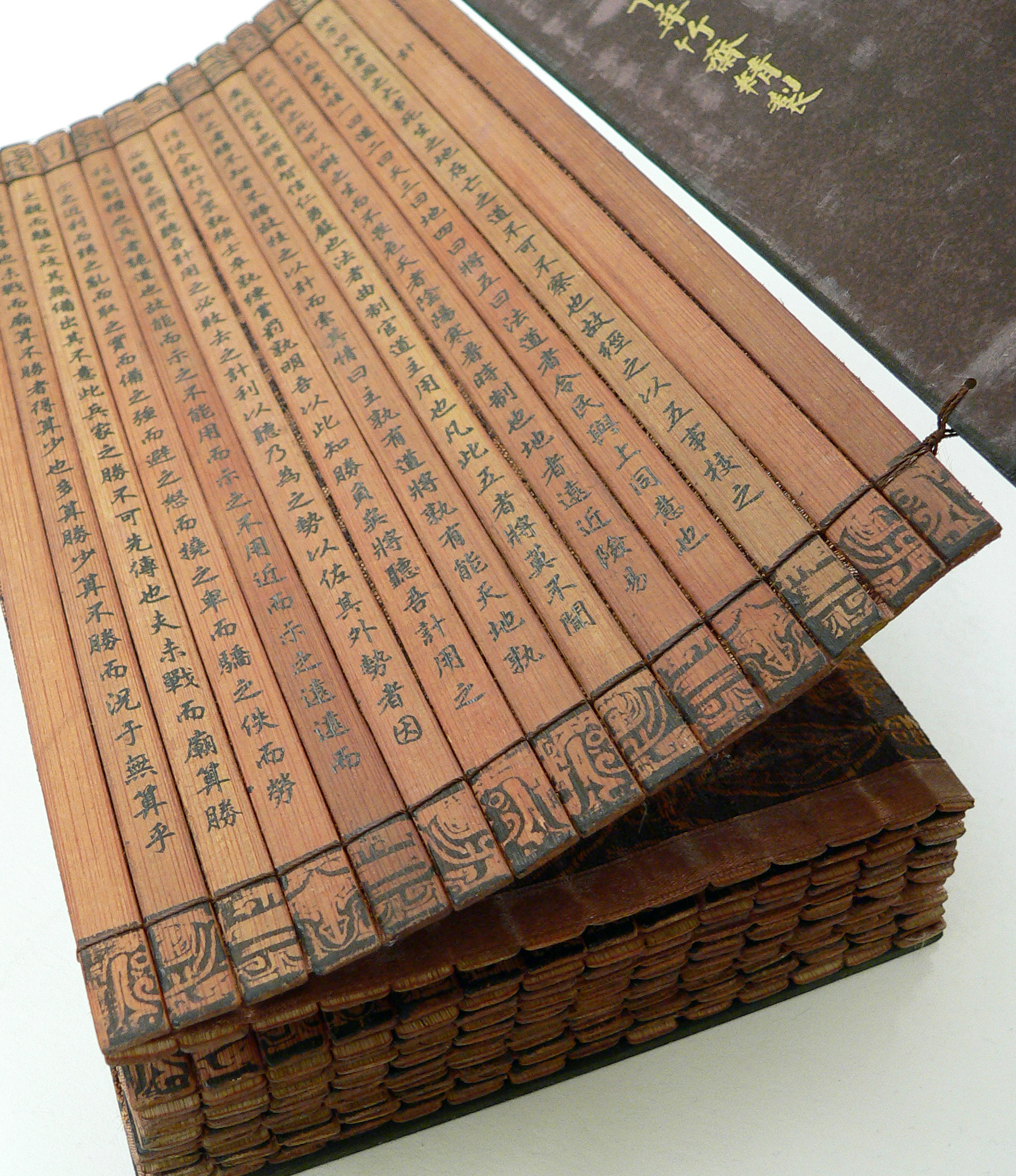
Um livro de bambu chinês

### China
Antes da introdução dos livros, a escrita em osso, conchas, madeira e seda era predominante na China muito antes do século II a.C., até que o papel foi inventado na China por volta do século I d.C. Os primeiros livros reconhecíveis da China, chamados jiance ou jiandu, eram feitos de rolos de bambu fino e seco, amarrados com cânhamo, seda ou couro. A descoberta do processo usando a casca da amoreira para criar papel é atribuída a Cai Lun, mas pode ser mais antiga. Os textos foram reproduzidos por impressão em xilogravura; a difusão de textos budistas foi o principal impulso para a produção em larga escala. O formato do livro evoluiu com estágios intermediários de pergaminhos dobrados em estilo concertina, pergaminhos encadernados em uma borda ("livros borboleta") e assim por diante.
Embora não haja uma data exata conhecida, entre 618 e 907 EC – o período da Dinastia Tang – a primeira impressão de livros começou na China. O livro impresso mais antigo existente é uma obra do Sutra do Diamante e remonta a 868 EC, durante a Dinastia Tang. O Sutra do Diamante foi impresso pelo método de impressão xilográfica, um método extenuante no qual o texto a ser impresso seria esculpido na superfície de uma xilogravura, essencialmente para ser usado para estampar as palavras na superfície de escrita. A impressão em xilogravura era um processo demorado, porém comum para a reprodução de textos já manuscritos durante os primeiros estágios da impressão de livros.
Por causa do processo meticuloso e demorado que era a impressão em xilogravura, Bi Sheng, um dos principais contribuintes para a história da impressão, inventou o processo de impressão de tipo móvel (1041–1048 EC). Bi Sheng desenvolveu um processo de impressão no qual o texto escrito podia ser copiado com o uso de tipos de caracteres formados, sendo os primeiros tipos feitos de material cerâmico ou de argila. O método de impressão de tipo móvel viria a ser inventado e melhorado de forma independente por Johannes Gutenberg.

### Japão
Muitos textos extremamente detalhados foram produzidos no Japão do início do século XVII. Por exemplo, Hitomi Hitsudai passou sessenta anos tomando notas de campo sobre 499 tipos de flores e animais comestíveis para seu livro Honchō shokkan (O Espelho Culinário do Reino). Este estilo detalhado de escrita era comum nos primeiros anos, quando a maioria das pessoas alfabetizadas eram de classes mais altas. Logo depois, a alfabetização aumentou, à medida que centenas (alguns dizem milhares) de escolas ensinavam às crianças o vocabulário da geografia, história e ofícios e vocações individuais. O estilo altamente detalhado ainda persistiu, pois era consistente em muitos dicionários geográficos, emergindo como um léxico social. Em alguns casos, almanaques e enciclopédias familiares foram reunidos regionalmente.
Embora a forma de escrita altamente detalhada persistisse, um estilo de leitura mais simples também se desenvolveu por volta de 1670, escrito para um público popular. Ele usava uma linguagem vernacular mais simples e foi escrito quase diretamente para compradores de livros pela primeira vez. Esses contos originais de ficção eram populares entre os samurais comuns, bem como entre as pessoas comuns da cidade. As obras iam além da ficção e também retratavam certos ofícios e manuais especializados para o tema. Os autores tiveram que lidar pela primeira vez com a ideia do "público leitor". Esses autores levaram em conta as diferentes camadas sociais de seu público e tiveram que aprender "as formas comuns de referência que tornavam as palavras e imagens de um texto inteligíveis" para o leigo.
Os autores alcançaram um novo mercado com sua escrita mais simplista. Depois de superar esse obstáculo, eles começaram a escrever sobre mais do que ofícios específicos e léxicos sociais. Pela primeira vez, os escritores tiveram a chance de tornar público o conhecimento antes privado e passaram para guias de informação mais regionais. A escrita detalhista ainda persistiu quando a escrita passou a ser entendida como algo que precisava mostrar "evidências quantitativas para medir a continuidade contra a mudança". A crescente alfabetização em todo o Japão, bem como a proliferação de autores, tornaram a escrita um sistema semi-autônomo. No entanto, ainda havia casos de censura no final do século XVII. Apesar da vasta representação da paisagem, os poderes governamentais garantiram que áreas que envolvessem assuntos sensíveis, como residências militares, relações exteriores, cristianismo e outras crenças heterodoxas, e eventos atuais perturbadores fossem mantidos fora das obras públicas. Essa autocensura tinha desvantagens, pois os comentários sociais ficavam na casta social mais alta, onde essa informação estava mais prontamente disponível.

## Códices pré-colombianos das Américas

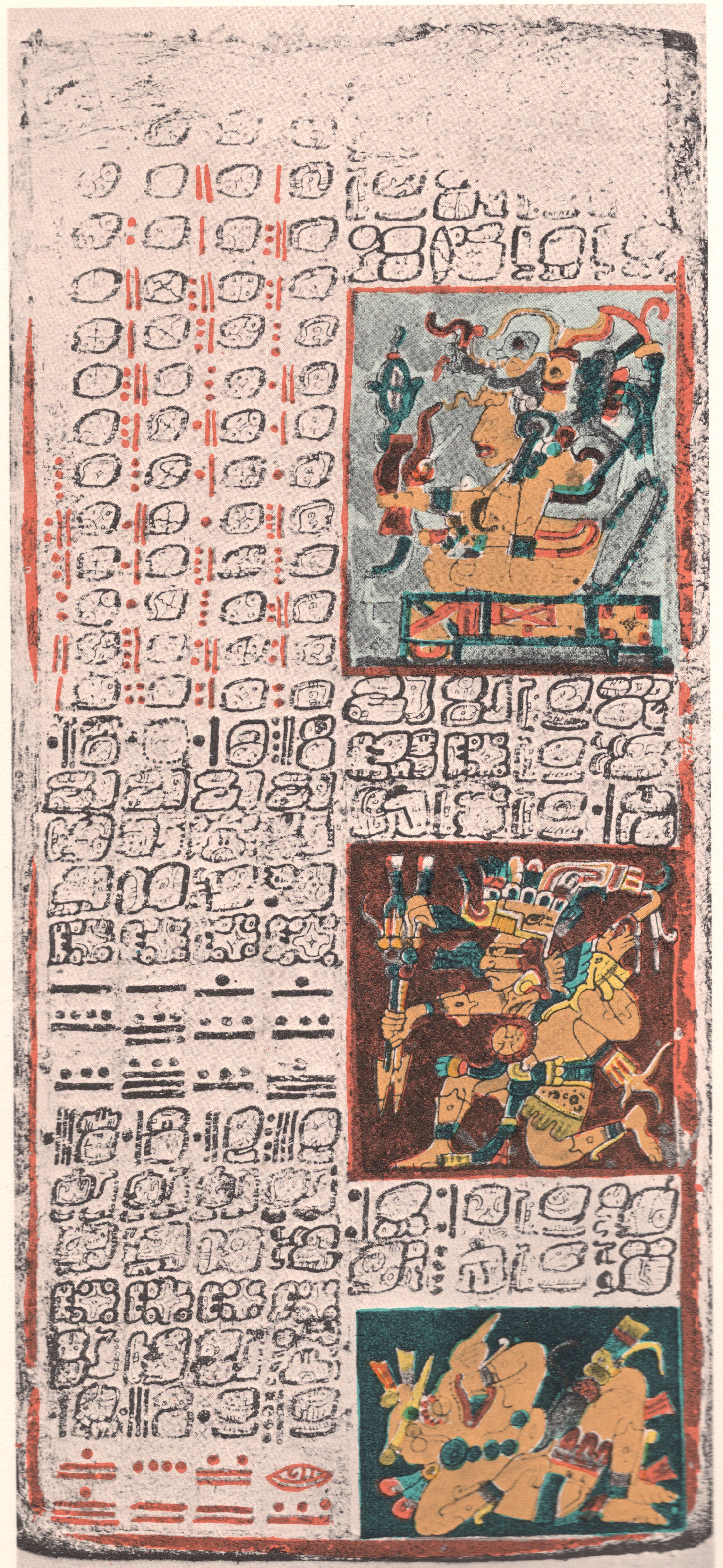
Códice de Dresden (página 49)

Na Mesoamérica, as informações eram registradas em longas tiras de papel, fibras de agave ou peles de animais, que eram dobradas e protegidas por capas de madeira. Acreditava-se que existiam desde a época do Período Clássico entre os séculos III e VIII, EC. Muitos desses códices foram pensados para conter informações astrológicas, calendários religiosos, conhecimento sobre os deuses, genealogias dos governantes, informações cartográficas e coleta de tributos. Muitos desses códices foram armazenados em templos, mas acabaram sendo destruídos pelos exploradores espanhóis.
Atualmente, o único sistema de escrita pré-colombiano completamente decifrado é a escrita maia. Os maias, juntamente com várias outras culturas da Mesoamérica, construíram livros em estilo concertina escritos em papel Amate. Quase todos os textos maias foram destruídos pelos espanhóis durante a colonização por motivos culturais e religiosos. Um dos poucos exemplos sobreviventes é o Códice de Dresden.
Embora apenas os maias tenham demonstrado ter um sistema de escrita capaz de transmitir qualquer conceito que possa ser transmitido pela fala (mais ou menos no mesmo nível do sistema de escrita japonês moderno), outras culturas mesoamericanas tinham sistemas de escrita ideográfica mais rudimentares que estavam contidos em livros semelhantes em estilo concertina, sendo um exemplo os códices astecas.

### Códice Florentino
São mais de duas mil ilustrações desenhadas por artistas nativos que representam esta época. Bernardino de Sahagún conta a história da vida do povo asteca e sua história natural. O códice florentino fala sobre a cultura, cosmologia religiosa e práticas rituais, sociedade, economia e história natural do povo asteca. O manuscrito está organizado em náuatle e em espanhol. A tradução para o inglês do texto completo em náuatle de todos os doze volumes do Códice Florentino levou dez anos. Arthur J. O. Anderson e Charles Dibble tiveram uma década de trabalho longo, mas deram uma importante contribuição para a etno-história mesoamericana. Anos depois, em 1979, o governo mexicano publicou um volume colorido do Códice Florentino. Agora, desde 2012, está disponível digitalmente e totalmente acessível aos interessados na história mexicana e asteca.
O Códice Florentino é uma pesquisa etnográfica do século XVI realizada pelo frade franciscano espanhol Bernardino de Sahagún. O próprio códice foi na verdade chamado La Historia Universal de las Cosas de Nueva España. Bernardino de Sahagún trabalhou neste projeto de 1545 até sua morte em 1590. O Códice Florentino é composto por doze livros. Tem duas mil e quinhentas páginas, mas dividido em doze livros por categorias como: deuses, cerimônias, presságios e outros aspectos culturais do povo asteca.

## Tabuletas de cera

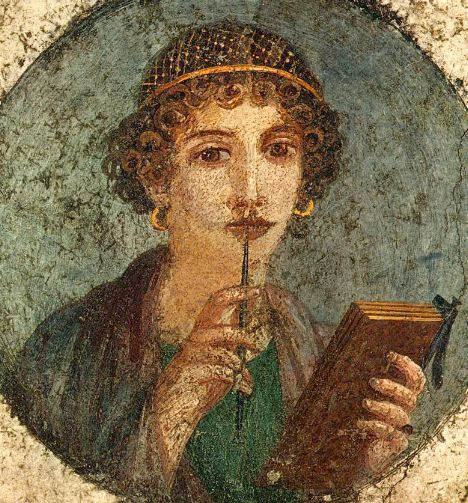
Mulher segurando tabuletas de cera em forma de códice. Pintura de parede de Pompeia, antes de 79 EC.

Os romanos usavam tabuletas de madeira revestidas de cera ou pugillares sobre os quais podiam escrever e apagar usando um estilete. Uma extremidade da caneta era pontiaguda e a outra era esférica. Normalmente, essas tabuletas eram usadas para fins cotidianos (contabilidade, notas) e para ensinar a escrever para crianças, de acordo com os métodos discutidos por Quintiliano em sua Institutio Oratoria X capítulo 3. Várias dessas tabuinhas podiam ser montadas em uma forma semelhante a um códice. Além disso, a etimologia da palavra códice (bloco de madeira) sugere que pode ter se desenvolvido a partir de tábuas de cera de madeira.

## Papel
Tradicionalmente, a fabricação de papel foi rastreada para a China por volta de 105 d.C., quando Cai Lun, um oficial ligado à corte imperial durante a dinastia Han (202 a.C. – 220 d.C.), criou uma folha de papel usando amora e outras fibras de floema junto com arrastão, trapos velhos e resíduos de cânhamo.
Enquanto o papel usado para embrulho e estofamento era usado na China desde o século II a.C., o papel usado como meio de escrita só se tornou difundido no século III. Por volta do século VI na China, folhas de papel começaram a ser usadas também para papel higiênico. Durante a dinastia Tang (618–907 d.C.), o papel era dobrado e costurado em sacos quadrados para preservar o sabor do chá. A dinastia Song (960–1279) que se seguiu foi o primeiro governo a emitir papel-moeda.
O papel como substrato foi introduzido na China e praticado na Ásia Central no século VIII d.C. Em vez das fibras de floema usadas na fabricação chinesa de papel, os artesãos usavam fibras de trapo que poderiam ser de origem local. Sob o domínio árabe, esses artesãos aprimoraram suas técnicas para bater fibras de trapo e preparar a superfície do papel para ser lisa e porosa utilizando amido. Na segunda metade do século X, o papel substituiu o papiro como substrato dominante para livros nas regiões sob domínio islâmico.
Um desenvolvimento importante foi a mecanização da fabricação de papel pelos fabricantes medievais de papel. A introdução de fábricas de papel movidas a água, cuja primeira evidência certa data do século XI em Córdova, Espanha, permitiu uma expansão massiva da produção e substituiu o laborioso artesanato característico da fabricação de papel chinesa e muçulmana. Os centros de fabricação de papel começaram a se multiplicar no final do século XIII na Itália, reduzindo o preço do papel para um sexto do pergaminho e depois caindo ainda mais.

### Livros
- Blair, Ann (2010). Too Much to Know: Managing Scholarly Information before the Modern Age. Yale University Press. ISBN 978-0300165395.
- Chartier, Roger (2005). Inscrire et effacer : culture écrite et littérature (XIe-XVIIIe siècle). Paris: Gallimard : Le Seuil. ISBN 2-02-081580-X
- Chow, Kai-Wing (2004). Publishing, Culture, and Power in Early Modern China. Stanford: Stanford University Press. ISBN 0-8047-3368-6
- Craughwell, Thomas J., and Damon Smith (2004). Q.P.B. Short History of the Paperback, and Other Milestones in Publishing. New and updated ed. New York: Quality Paperback Book Club. ISBN 1-58288-104-9
- Dane, Joseph (2003). The Myth of Print Culture: Essays on Evidence, Textuality, and Bibliographical Method. Toronto: University of Toronto Press. ISBN 0-8020-8775-2
- Darnton, Robert (1985). The great cat massacre and other episodes in French cultural history. Harmondsworth: Penguin. ISBN 0-14-055089-5
- Darnton, Robert (2009). The case for books: Past, present, and future. PublicAffairs.
- Diringer, David (1982). The book before printing : ancient, medieval, and oriental. New York: Dover. ISBN 0-486-24243-9
- Eisenstein, Elizabeth (2005). The printing revolution in early modern Europe. Cambridge UK ; New York: Cambridge University Press. ISBN 0-521-84543-2
- Febvre, Lucien; Henri-Jean Martin (1997). The coming of the book : the impact of printing 1450–1800. London: Verso. ISBN 1-85984-108-2 tr. by David Gerard ; ed. by Geoffrey Nowell-Smith and David Wootton ; Note : reprint, other reprints by this publisher 1990 & 1984, originally published (London : N.L.B., 1976) ; Translation of L'apparition du livre.
- Finkelstein, David (2005). An introduction to book history. New York: Routledge. ISBN 0-415-31442-9
- Fischer, Ernst (2010). The Book Market. Mainz: Leibniz Institute of European History. OCLC 692301471
- Hall, David (1996). Cultures of Print: Essays in the History of the Book. Amherst: University of Massachusetts Press. ISBN 0-585-14207-6
- Histoire de l'édition française. Paris: Fayard : Cercle de la Librairie. 1989. ISBN 2-213-02399-9. (v. 1) v. 1–4 ; eds. Roger Chartier and Henri-Jean Martin.
- Histoire des bibliothèques françaises. Paris: Promodis-Éd. du Cercle de la Librairie. 1988. ISBN 2-903181-72-1. (v. 1) v. 1–4 ; eds. André Vernet, Claude Jolly, Dominique Varry, Martine Poulain.
- History of the book in Canada. Toronto: University of Toronto Press. 2004–2007. ISBN 0-8020-8943-7. (v. 1), (v. 2), (v. 3) Contents: v. 1 eds. Patricia Fleming and Fiona Black (2004), v. 2 eds. Patricia Fleming, Yvan Lamonde, and Fiona Black (2005), v. 3 eds. Carole Gerson and Jacques Michon (2007).
- Howsam, Leslie (2006). Old Books and New Histories: An orientation to studies in book and print culture. Toronto: University of Toronto Press. ISBN 978-0-8020-9438-4
- Johns, Adrian (1998). The Nature of the Book: Print and Knowledge in the Making. Chicago: The University of Chicago Press. ISBN 978-0-226-40122-5
- Katz, Bill (1998). Cuneiform to computer : a history of reference sources. Lanham Md.: Scarecrow Press. ISBN 0-8108-3290-9 Series : History of the book, no. 4.
- Lyons, Martyn (2011). Books: A Living History. Los Angeles: Getty Publications. ISBN 978-1-60606-083-4
- Martin, Henri-Jean (c. 2004). Les métamorphoses du livre. Paris: Albin Michel. ISBN 2-226-14237-1 Series : Itinéraires du savoir.
- McKitterick, David (2003). Print, Manuscript and the Search for Order, 1450–1830. Cambridge: Cambridge University Press. ISBN 0-521-82690-X
- Nunberg, Geoffrey (Ed.) (1996). The Future of the Book. University of California Press. ISBN 9780520204515
- Price, Leah (2012). How to Do Things with Books in Victorian Britain. Princeton University Press. ISBN 978-0691114170.
- Raven, James (2018). What is the History of the Book?. Cambridge: Polity Press. ISBN 978-0-7456-4161-4
- The Cambridge history of the book in Britain. Cambridge UK ; New York: Cambridge University Press. 1998–2002. ISBN 0-521-57346-7. (v. 3), (v. 4) Contents: v. 1 ed. Richard Gameson (publication forthcoming 2008), v. 2 eds. Nigel Morgan and Rod Thomson (publication forthcoming 2007), v. 3 1400–1557 eds. Lotte Hellinga and J.B. Trapp, v. 4 1557–1695 eds. John Barnard and D.F. McKenzie, with the assistance of Maureen Bell.
- Thiollet, Jean-Pierre (2005). Je m'appelle Byblos, H & D, Paris. ISBN 2-914266-04-9
- Warner, Michael (1990). The Letters of the Republic: Publication and the Public Sphere in Eighteenth-Century America. Cambridge, MA: Harvard University Press. ISBN 0-674-52785-2
- Bland, Mark (2013). A guide to early printed books and manuscripts. Malden, MA: Wiley-Blackwell. ISBN 9781405124126

### Série dos editores
- Publishing and Book Culture (Cambridge University Press) Publishing and Book Culture
- Library of the Written Word - The Handpress World (Brill) Library of the Written Word - The Handpress World
- Material Texts (Penn Press) Material Texts
- New Directions in Book History (Palgrave Macmillan) New Directions in Book History
- Studies in Print Culture and the History of the Book (University of Massachusetts Press) Search grid
- Studies in Publishing History: Manuscript, Print, Digital (Routledge) Studies in Publishing History: Manuscript, Print, Digital: Studies in Publishing History: Manuscript, Print, Digital - Book Series - Routledge & CRC Press
- Oxford University Studies in the Enlightenment (SVEC) Oxford University Studies in the Enlightenment

### Periódicos
- Annual Bibliography of the History of the Printed Book and Libraries (Martinus Nijhoff) ISSN 0303-5964
- Archiv für Geschichte des Buchwesens (Buchhändler-Vereinigung) ISSN 0066-6327
- Book History (Society for the History of Authorship, Reading and Publishing) ISSN 1098-7371
- Electronic British Library Journal  (British Library Board) ISSN 1478-0259 Formerly the British Library Journal
- Papers of the Bibliographical Society of America (Bibliographical Society of America) ISSN 0006-128X
- Papers of the Bibliographical Society of Canada (Bibliographical Society of Canada) ISSN 0067-6896
- Quaerendo (Theatrum Orbis Terrarum) ISSN 0014-9527
- Revue Française d'Histoire du Livre (Société des bibliophiles de Guyenne) ISSN 0037-9212
- Script & Print (Bibliographical Society of Australia and New Zealand) ISSN 1834-9013, formerly the Bulletin of the Bibliographical Society of Australia and New Zealand
- Studies in Bibliography (Bibliographical Society of the University of Virginia) ISSN 0081-7600
- The Library: The Transactions of the Bibliographical Society (Bibliographical Society) ISSN 0024-2160
- Histoire et civilisation du livre. Revue internationale ISSN 1661-4577
- International journal of the book ISSN 1447-9567
- Mémoires du livre/Studies in Book Culture ISSN 1920-602X
- The Journal of the Early Book Society for the Study of Manuscripts and Printing History ISSN 1525-6790